# Municipio de Payne-Swain
El municipio de Payne-Swain (en inglés: Payne-Swain Township) es un municipio ubicado en el condado de Clay en el estado estadounidense de Arkansas. En el año 2010 tenía una población de 339 habitantes y una densidad poblacional de 3,66 personas por km².

## Geografía
El municipio de Payne-Swain se encuentra ubicado en las coordenadas 36°18′34″N 90°6′58″O / 36.30944, -90.11611. Según la Oficina del Censo de los Estados Unidos, el municipio tiene una superficie total de 92.66 km², de la cual 92,44 km² corresponden a tierra firme y (0,25 %) 0,23 km² es agua.

## Demografía
Según el censo de 2010, había 339 personas residiendo en el municipio de Payne-Swain. La densidad de población era de 3,66 hab./km². De los 339 habitantes, el municipio de Payne-Swain estaba compuesto por el 98,82 % blancos y el 1,18 % eran de una mezcla de razas. Del total de la población el 2,06 % eran hispanos o latinos de cualquier raza.